# لطفي مزيد عياد
لطفي مزيد عياد، مهندس عربي من فلسطين، من مواليد 1959، وهو مختص في تصميم المختبرات الفضائية، وأصلهُ من بلدة سلواد شرقي رام الله.

## وكالة ناسا
يعمل في وكالة ناسا للفضاء في ولاية فلوريدا الأميركية منذ عقد الثمانينات، كما يملك شركة هندسية تتعاقد معها وكالة ناسا لإنجاز مشاريعها. وقام مؤخراً بتصميم مختبر تجارب فضائي للوكالة بعد أن كلف بإنجاز المهمة خلال مدة زمنية لا تتعدى سبعة أشهر ونصف. وتقديراً لجهوده في هذا المشروع قامت وكالة ناسا للفضاء بتكريمه تقديراً لإنجازه في حفل أقيم في فرعها في كندا ومنحته وساما بذلك.
سبق له أن أنجز مشاريع لوكالة ناسا، منها تصميمه منصة الإطلاق، التي انطلق منها نيو هورايزونز والذي وصل لكويكب بلوتو، كما قام سابقاً بصيانة مكوك فضائي.